# Magna Carta Records
La Magna Carta Records è una casa discografica indipendente creata nel 1989 da Peter Morticelli e Mike Varney. La Magna Carta Records produce principalmente artisti progressive rock e progressive metal.

## Alcuni artisti sotto contratto
- Age of Nemesis
- Alex Skolnick Trio
- Billy Sheehan
- Caliban (ora con RoadRunner)
- David Lee Roth
- Derdian
- Derek Sherinian
- Enchant
- Ice Age
- James LaBrie
- Jordan Rudess
- Kansas
- Liquid Tension Experiment

- Niacin
- Ozric Tentacles
- Mike Portnoy
- Royal Hunt
- Sadus
- Shadow Gallery
- Simon Phillips
- Steve Morse
- Steve Stevens
- Tempest
- Tony Levin
- Cairo
- Steve Walsh